# Lijst van afkortingen in de ICT
Dit is een lijst van afkortingen die in de ICT gebruikt worden. 

## A
| Afkorting  | Betekenis(sen)                                       |
| ---------- | ---------------------------------------------------- |
| A          | ampère                                               |
| A2DP       | Advanced Audio Distribution Profile                  |
| AA of A.A. | Anti-aliasing; Auto-answer                           |
| ABR        | Available Bit Rate; Area Border Router               |
| AC         | alternating current (Wisselstroom)                   |
| ACD        | Automatic Call Distribution (telefonie)              |
| ADC        | analog-to-digital converter; Apple Display Connector |
| ADPCM      | adaptive differential pulse-code modulation          |
| ADSL       | asymmetric digital subscriber line                   |
| ADFS       | Active Directory Federation Services                 |
| AES        | Advanced Encryption Standard                         |
| AI         | artificiële intelligentie                            |
| AM         | amplitudemodulatie                                   |
| ANSI       | American National Standards Institute                |
| AOC        | Advice Of Charge                                     |
| API        | application programming interface                    |
| APON       | ATM Passive Optical Network                          |
| ARP        | address resolution protocol                          |
| ASCII      | American Standard Code for Information Interchange   |
| ATM        | Adobe Type Manager; asynchronous transfer mode       |

## B
| Afkorting | Betekenis(sen)            |
| --------- | ------------------------- |
| BBS       | bulletin board system     |
| Bcc.      | blind carbon copy         |
| BGP       | Border Gateway Protocol   |
| BIOS      | basic input/output system |
| bit       | binary digit              |
| BRA       | Basic Rate Access         |
| BRI       | Basic Rate Interface      |
| BSoD      | Blue screen of death      |

## C
| Afkorting | Betekenis(sen)                                                                                 |
| --------- | ---------------------------------------------------------------------------------------------- |
| C7        | Common Channel Signalling System nr. 7                                                         |
| CBR       | Constant Bit-Rate                                                                              |
| cc        | carbon copy, copy conform (NB: ondanks de huidige spelling van het woord kopie met een k.)     |
| CCITT     | Comité Consultatif International Télégraphique et Téléphonique                                 |
| CCS7      | Common Channel Signalling System nr. 7                                                         |
| cd        | compact disc                                                                                   |
| CIFS      | Common Internet File System                                                                    |
| codec     | coder/decoder                                                                                  |
| COIN      | COmmon INfrastructure, vereniging van Nederlandse telecomaanbieders                            |
| COLT      | City of London Telecom Group                                                                   |
| CPU       | central processing unit (in games vaak gebruikt om een computergestuurde speler aan te duiden) |
| CRM       | customer relationship management                                                               |
| CRTC      | Canadian Radio-television and Telecommunications Commission                                    |
| CSMA/CA   | Carrier Sense Multiple Access met Collision Avoidance                                          |
| cve       | centrale verwerkingseenheid                                                                    |

## D
| Afkorting | Betekenis(sen)                                         |
| --------- | ------------------------------------------------------ |
| DAB       | Digital Audio Broadcasting                             |
| DAC       | digital-to-analog convertor                            |
| DAS       | Direct-attached storage                                |
| DDOS      | Distributed Denial of Service Attack                   |
| DHCP      | Dynamic Host Configuration Protocol                    |
| DMZ       | Demilitarized zone                                     |
| DNS       | Domain Name System                                     |
| DOS       | Disk Operating System                                  |
| DPCM      | differentiële pulscodemodulatie                        |
| DSL       | digital subscriber line                                |
| DSLAM     | Digital Subscriber Line Access Multiplexer             |
| DSP       | digitale signaalprocessor of digital signal processing |
| dtp       | desktoppublishing                                      |
| dvd       | digital versatile disc                                 |

## E
| Afkorting | Betekenis(sen)                                                                                                |
| --------- | --- |
| E1        | Europees, 1e orde                                                                                             |
| ENIAC     | Electronic Numerical Integrator And Calculator                                                                |
| EPD       | Elektronisch patiëntendossier                                                                                 |
| EPROM     | erasable programmable read-only memory                                                                        |
| ERP(S)    | enterprise resource planning (system)                                                                         |
| ETSI      | European Telecommunication Standardisation Institute (Europees Telecommunicatie en Standaardisatie Instituut) |
| EXIN      | EXamenINstituut                                                                                               |

## F
| Afkorting | Betekenis(sen)                                                                       |
| --------- | ------------------------------------------------------------------------------------ |
| F         | farad                                                                                |
| FAB       | functioneel applicatiebeheer                                                         |
| FAT       | Field Acceptance Test; File Allocation Table                                         |
| fax       | telefacsimile                                                                        |
| FF        | FireFox (internetbrowser); Fast Forward (audio/video: snel vooruit spoelen, vaak >>) |
| FIST      | Forum Interconnectie en Speciale Toegang                                             |
| FM        | frequentiemodulatie                                                                  |
| FSK       | Frequency Shift Keying                                                               |
| FTP       | file transfer protocol                                                               |

## G
| Afkorting | Betekenis(sen)                                                   |
| --------- | ---------------------------------------------------------------- |
| GB        | gigabyte                                                         |
| GPRS      | general packet radio service                                     |
| gps       | global positioning system                                        |
| gsm       | global system for mobile communications / Groupe Spéciale Mobile |
| GUI       | graphical user interface (grafische gebruikersomgeving)          |

## H
| Afkorting | Betekenis(sen)                     |
| --------- | ---------------------------------- |
| H         | henry                              |
| hd        | high definition                    |
| HDSL      | High-speed Digital Subscriber Line |
| HP        | Hewlett Packard                    |
| HTML      | HyperText Markup Language          |
| HTTP      | HyperText Transfer Protocol        |
| HTTPS     | HyperText Transfer Protocol Secure |
| Hz        | hertz                              |

## I
| Afkorting | Betekenis(sen)                                 |
| --------- | ---------------------------------------------- |
| IC        | integrated circuit                             |
| ICMP      | Internet Control Message Protocol              |
| ICT       | informatie- en communicatietechnologie         |
| IE        | Internet Explorer                              |
| IETF      | Internet Engineering Task Force                |
| IMEI      | international mobile equipment identity        |
| info      | informatie                                     |
| IOT, IoT  | Internet of Things                             |
| IP        | internetprotocol                               |
| IRC       | Internet Relay Chat                            |
| ISDN      | integrated services digital network            |
| ISO       | International Organization for Standardization |
| IT        | informatietechnologie                          |
| ITU       | International Telecommunication Union          |

## J
| Afkorting | Betekenis(sen)                   |
| --------- | -------------------------------- |
| JDBC      | Java DataBase Connectivity       |
| JPEG      | Joint Photographic Experts Group |
| JS        | JavaScript                       |

## K
| Afkorting | Betekenis(sen) |
| --------- | -------------- |
| kB        | kilobyte       |
| kHz       | kilohertz      |
| kJ        | kilojoule      |
| kW        | kilowatt       |
| kWh       | kilowattuur    |

## L
| Afkorting | Betekenis(sen)                                |
| --------- | --------------------------------------------- |
| LAN       | local area network - netwerk tussen computers |
| lcd       | liquid-crystal display                        |
| led       | light-emitting diode                          |

## M
| Afkorting | Betekenis(sen)                                    |
| --------- | ------------------------------------------------- |
| MAC       | Media Access Control                              |
| Mac       | Apple Macintosh                                   |
| Mb        | megabit                                           |
| MB        | megabyte (8 Mb)                                   |
| Mbit (Mb) | megabit                                           |
| MER       | Main Equipment Room                               |
| MHz       | megahertz                                         |
| modem     | modulator-demodulator                             |
| MOSFET    | metal-oxide semiconductor field-effect transistor |
| MPEG      | Moving Picture Experts Group                      |
| MS        | Microsoft                                         |
| MSN       | Microsoft Network                                 |
| MTBF      | Mean Time Between Failures                        |
| MTTR      | Mean Time To Repair                               |

## N
| Afkorting | Betekenis(sen)                            |
| --------- | ----------------------------------------- |
| NAK       | negative acknowledgment; non-acknowledged |
| NAS       | Network-attached storage                  |
| NCSC      | Nationaal Cyber Security Centrum          |
| nm        | nanometer                                 |
| NTP       | Network Time Protocol                     |

## O
| Afkorting | Betekenis(sen)                                     |
| --------- | -------------------------------------------------- |
| Ω         | ohm                                                |
| ODBC      | Open DataBase Connectivity                         |
| OPTA      | Onafhankelijke Post en Telecommunicatie Autoriteit |
| OS        | operating system                                   |
| OSI       | Open Systems Interconnection                       |
| OSPF      | Open Shortest Path First                           |

## P
| Afkorting | Betekenis(sen)                                          |
| --------- | ------------------------------------------------------- |
| PB        | petabyte                                                |
| pc        | personal computer                                       |
| PCM       | pulscodemodulatie                                       |
| PDF       | portable document format                                |
| PE        | Preinstalled Environment                                |
| PHP       | PHP: Hypertext Preprocessor                             |
| PiB       | pebibyte                                                |
| pin       | persoonlijk identificatienummer                         |
| pm        | picometer                                               |
| POP       | post office protocol                                    |
| POTS      | Publicly Operated Telephony System                      |
| PRA       | Primary Rate Access                                     |
| PRBS      | Pseudo Random Binary Sequence                           |
| PRI       | Primary Rate Interface                                  |
| PRIS      | Parkeer Route Informatie Systeem                        |
| PSK       | Phase Shift Keying                                      |
| PSTN      | Public Switched Telephone Network                       |
| P.T.T.    | Posterijen, Telegrafie, Telefonie                       |
| PVC       | permanent virtual channel; permanent virtual connection |

## Q
| Afkorting | Betekenis(sen)                  |
| --------- | ------------------------------- |
| QAM       | Quadrature Amplitude Modulation |
| QoS       | Quality of Service              |
| QR        | Quick Response (QR-code)        |

## R
| Afkorting | Betekenis(sen)                                                               |
| --------- | ---------------------------------------------------------------------------- |
| RADIUS    | remote authentication dial-in user service                                   |
| RAID      | redundant array of independent disks; redundant array of inexpensive disks   |
| RAM       | random-access memory                                                         |
| RARP      | reverse address resolution protocol                                          |
| RC        | radio control                                                                |
| RDF       | Radio Direction Finder                                                       |
| RDS       | radio data system                                                            |
| REKAM     | Stichting Regionale Kabeltelevisie Midden-Holland                            |
| RGB       | Rood-Groen-Blauw                                                             |
| RIP       | Routing Information Protocol                                                 |
| ROM       | read-only memory                                                             |
| RSA       | een encryptiealgoritme, ontworpen door Ron Rivest, Adi Shamir en Len Adleman |
| RSI       | Repetitive strain injury                                                     |
| RTC       | Realtimeklok (Engels: real-time clock)                                       |
| RTOS      | realtimebesturingssysteem (Engels: real-time operating system)               |

## S
| Afkorting | Betekenis(sen)                                                         |
| --------- | ---------------------------------------------------------------------- |
| s of sec  | seconde                                                                |
| SAN       | Storage area network                                                   |
| SCOR      | Supply chain operations reference - model                              |
| SDH       | synchronous digital hierarchy                                          |
| SDI       | Single Document Interface                                              |
| SE        | software engineering                                                   |
| SER       | Satellite Equipment Room or Secondary Equipment Room                   |
| SI        | Système International                                                  |
| SIS       | Sociaal Informatiesysteem                                              |
| SLA       | service level agreement                                                |
| SMB       | Server Message Block                                                   |
| SMTP      | Simple Mail Transfer Protocol                                          |
| SNMP      | Simple Network Management Protocol                                     |
| SOA       | service oriented architecture                                          |
| Sogeti    | Société pour la gestion de l'entreprise et traitement de l'information |
| SP2       | Service Pack 2                                                         |
| SQL       | Structured Query Language                                              |
| SS        | signaling system                                                       |
| SS7       | Common Channel Signalling System nr. 7                                 |
| SSO       | Single sign-on                                                         |
| STP       | Shielded Twisted Pair                                                  |
| SVC       | switched virtual channel; switched virtual connection                  |
| Sysop     | system operator                                                        |

## T
| Afkorting | Betekenis(sen)                |
| --------- | ----------------------------- |
| TAB       | technisch applicatiebeheer    |
| TAN-code  | Transactie Autorisatie Nummer |
| TB        | technisch beheer; terabyte    |
| TCP       | Transmission Control Protocol |
| TDI       | Tabbed Document Interface     |
| tel.      | telefoon                      |
| tft       | thin-film transistor          |
| TiB       | tebibyte                      |
| TMAP      | Test Management Approach      |
| tv        | televisie                     |

## U
| Afkorting | Betekenis(sen)                             |
| --------- | ------------------------------------------ |
| UBR       | Unspecified Bit-Rate                       |
| UDP       | User Datagram Protocol                     |
| UMA       | Upper Memory Area                          |
| UMB       | Upper Memory Blocks                        |
| UMTS      | universal mobile telecommunications system |
| URL       | uniform resource locator                   |
| USB       | universal serial bus                       |
| UTP       | Unshielded Twisted Pair                    |

## V
| Afkorting | Betekenis(sen)                                          |
| --------- | ------------------------------------------------------- |
| V         | volt                                                    |
| VBA       | Visual Basic for Applications                           |
| VBR       | Variable Bit-Rate                                       |
| VC        | virtual channel; virtual connection                     |
| Veron     | Vereniging voor Experimenteel Radio Onderzoek Nederland |
| VHDSL     | Very High-speed Digital Subscriber Line                 |
| VIVO      | Video In Video Out                                      |
| VLAN      | Virtual Local Area Network                              |
| VoIP      | Voice over IP (Voice over Internet Protocol)            |
| VRZA      | Vereniging van Radiozendamateurs                        |

## W
| Afkorting | Betekenis(sen)               |
| --------- | ---------------------------- |
| W         | watt                         |
| WAN       | wide area network            |
| WLAN      | wireless local area network  |
| www       | world-wide web               |
| wysiwyg   | What you see is what you get |

## X
| Afkorting | Betekenis(sen)                       |
| --------- | ------------------------------------ |
| XHTML     | Extensible HyperText Markup Language |
| XML       | Extensible Markup Language           |

## Y
| Afkorting | Betekenis(sen) |
| --------- | -------------- |

## Z
| Afkorting | Betekenis(sen) |
| --------- | -------------- |
| ZB        | zettabyte      |